# باب شرقي (دمشق)

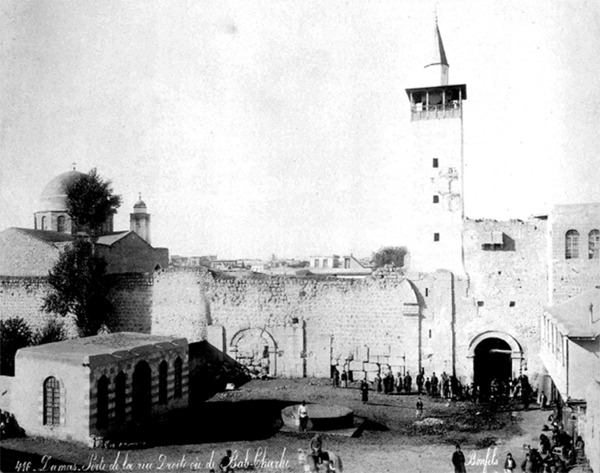
باب شرقي,دمشق عام 1880

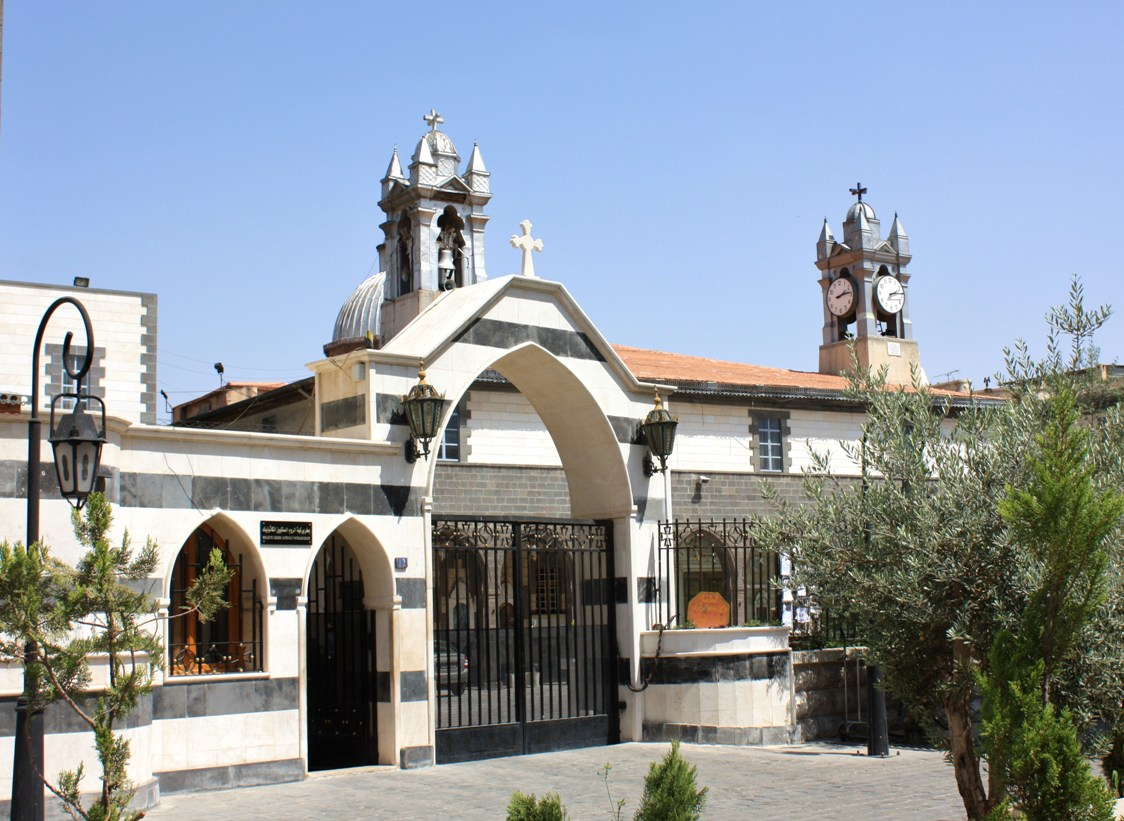
كاتدرائية سيدة النياح وتعرف أيضًا باسم «كنيسة الزيتون» وتعتبر مقر كنيسة الروم الملكيين الكاثوليك في العالم، وتقع في باب شرقي بدمشق القديمة.

الباب الشرقي أحد أبواب مدينة دمشق / سوريا

## التسمية والموقع

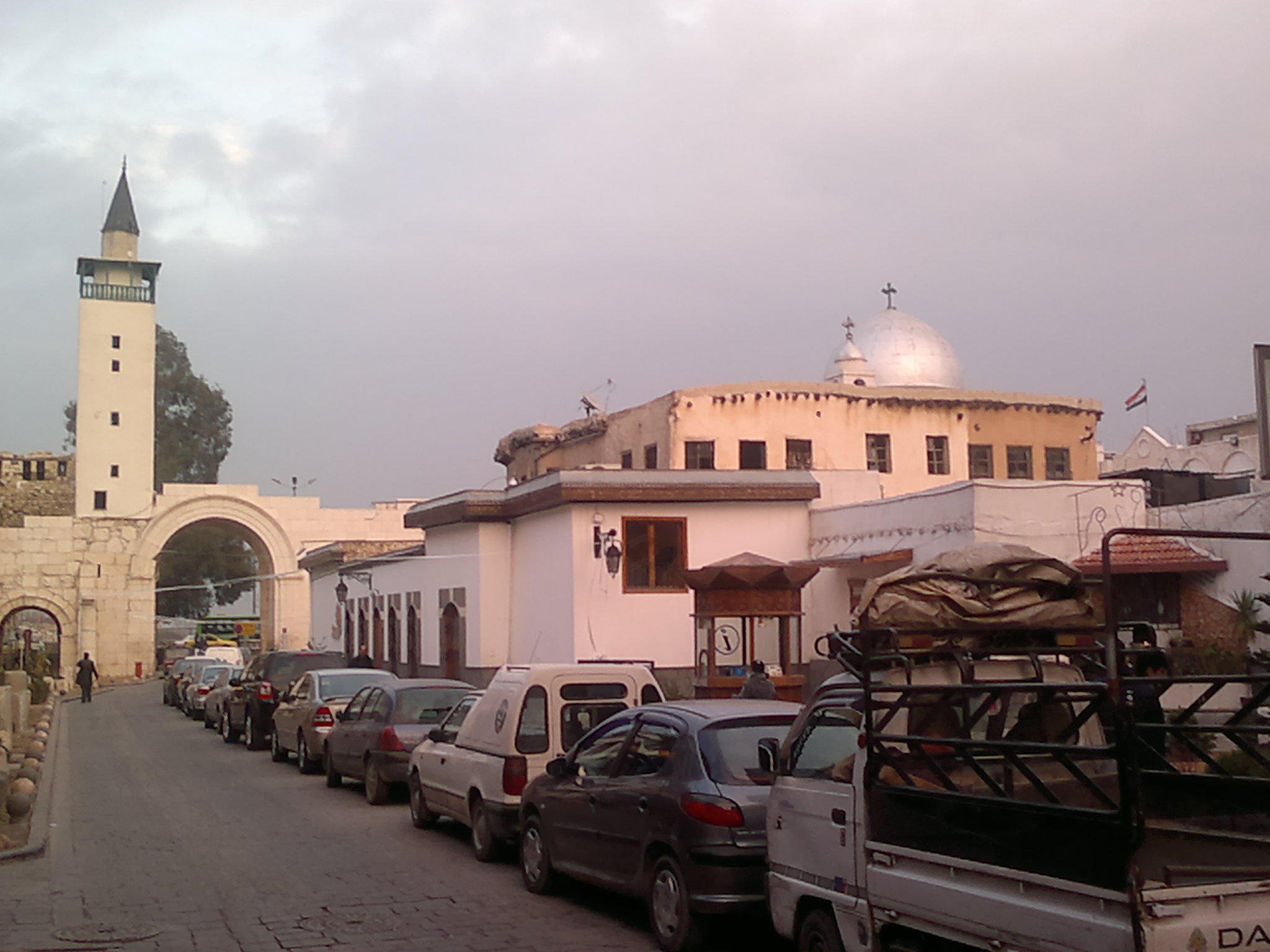
باب شرقي في دمشق القديمة وتظهر مطرانية الأرمن الأرثوذكس - كنيسة مارسركيس، دمشق -2011.

سميت منطقة باب شرقي نسبة له. إذ يقع الباب في الجهة الشرقية لمدينة دمشق القديمة عند التقاء الطريق المستقيم الذي ورد ذكره في الإنجيل - الكتاب المقدس - أو شارع باب شرقي الذي هو امتداد لشارع سوق مدحت باشا مع شارع محمود شحادة خارج أسوار مدينة دمشق القديمة ويتكون الباب من ثلاث فتحات أو أقواس، قوس كبير في الوسط لمرور السيارات (العربات قديما) وقوسين جانبيين.
ويقع باب شرقي في شرقي مدينة دمشق، وبُني بشكله الحالي في عهد الإمبراطور الروماني سيبتيموس سيفيروس، واستكمل في عهد كركلا، ما بين القرنين الثاني والثالث الميلادي، وذلك على أنقاض باب الشمس الذي بناه اليونانيون كما يشاع؛ ويُنسب الباب إلى كوكب الشمس الذي يمثله الإله الإغريقي هيلوس، أو الإله سول عند الرومان. وكان قد رُسم فوق رتاج الباب نقشٌ نافرٌ على شكل قرص الشمس، ولكن هذا النقش لم يعد موجوداً بسبب أعمال الترميم. ولباب شرقي أهمية كبيرة بسبب موقعه المميز، إذ إن مدينة دمشق القديمة فيها شارع رئيسي عريض يُعرف حالياً باسم شارع مدحت باشا، ويحد هذا الشارع باب شرقي شرقاً، وباب الجابية غرباً.

## محيط الباب
تضم المنطقة المجاورة لباب شرقي العديد من الكنائس والأبنية التاريخية والأثرية. إضافة إلى وجود العديد من المحلات التجارية المتخصصة في بيع التحف والأنتيكات للسياح. كما يقع قصر النعسان الأثري في هذه المنطقة أيضا. من المناطق المجاورة لمنطقة باب شرقي، منطقة باب توما منطقة الأمين ومنطقة الصناعة ويمتاز السور الواصل ما بين باب شرقي وباب كيسان بالارتفاع وتجاوره من الداخل العديد من الأماكن الدينية الهامة.